# Vâlcelele (Buzău)
Vâlcelele è un comune della Romania di 1 627 abitanti, ubicato nel distretto di Buzău, nella regione storica della Muntenia.